# 小若和郁那
小若 和郁那（こわか わかな、11月20日 - ）は、日本の女性声優。岡山県瀬戸内市出身。ステイラック所属。

## 芸歴
2012年にアールグルッペ所属。2015年にステイラックのワークショップ生となり、2016年よりステイラック所属。

## 人物
声優になる前からKeyのゲーム、アニメ作品に出演することが1つの夢だった。その後、『Summer Pockets』の久島鷺役でKeyのゲーム、アニメ作品に出演している。
趣味は女子プロレス観戦。特技は岡山弁。美容師免許・普通自動車第一種免許を持っている。
ニコラス・ケイジに似ていると言われることがある。
弟と妹がおり、妹はトリマー。

## 出演
太字はメインキャラクター。

### テレビアニメ
2017年
- ハンドシェイカー（璃々の母、看護師）
- アホガール（おばさん、男の子、明の母親）
- 徒然チルドレン（高瀬孝太郎、梶亮子の母）
- バチカン奇跡調査官（女性、ロベルト幼少期）
- いぬやしき（安堂の母、女性、乗客）

2018年
- ダメプリ ANIME CARAVAN（侍女A、物売りのおばちゃん）
- デスマーチからはじまる異世界狂想曲（老婆、ルウ）
- ヴァイオレット・エヴァーガーデン（親戚）
- Lostorage conflated WIXOSS（女子中学生）
- レイトン ミステリー探偵社 〜カトリーのナゾトキファイル〜（デパートの店員）
- ラストピリオド -終わりなき螺旋の物語-（アレーティア、ソニア）
- 夢王国と眠れる100人の王子様（嫁）
- オーバーロードIII（ダイノ、アーグ）
- 千銃士（貴婦人）
- ブラッククローバー（2018年 - 2021年、幼いキアト、ヴァンジャンス〈10歳〉、カイル、プーリ・エンジェル、リルの母、ソリド〈幼少期〉、幼いキルシュ、リサッカ・オンダル、メシュウ、デビル・バニッシャー、マギー、グレイの義母 他）
- 叛逆性ミリオンアーサー（2018年 - 2019年、女性、女子学生、少年サンダー、村人、忍者アーサー 他） - 2シリーズ
- ゾンビランドサガ（2018年 - 2021年、母親、おばちゃん） - 2シリーズ

2019年
- 盾の勇者の成り上がり（女子、メイド）
- グリムノーツ The Animation（八百屋のおばさん、子供A）
- ダイヤのA actII（2019年 - 2020年、大和田秋子）
- この音とまれ!（武蔵の母、妃呂の祖母、滝浪涼香〈幼少〉、姫坂女学院顧問、緑山 他） - 2シリーズ
- Fairy gone フェアリーゴーン（オークション来場者）
- ひとりぼっちの○○生活（おばちゃん）
- 通常攻撃が全体攻撃で二回攻撃のお母さんは好きですか?（アナウンス）
- ダンジョンに出会いを求めるのは間違っているだろうか シリーズ（2019年 - 2025年、ダフネ・ラウロス） - 4シリーズ
- イナズマイレブン オリオンの刻印（幼いアルトゥール）
- 荒ぶる季節の乙女どもよ。（山岸 母）
- キャロル&チューズデイ（アナウンサーA）
- PSYCHO-PASS サイコパス 3（女性）
- ぼくたちは勉強ができない!（おばさんA）

2020年
- 歌舞伎町シャーロック（松本春清〈幼少期〉）
- ギャルと恐竜（女性リポーター、外間美紀恵、ナレーション〈TV音声〉、恐竜映画女性、ピーちゃん）
- ゾゾゾ ゾンビーくん（スタッフ、モッチー、サムライゾンビ、ヘドロドラゴン、おばあちゃん 他）
- ハクション大魔王2020（主婦）
- 彼女、お借りします（フリマの店員）
- 呪術廻戦（看護師）
- 体操ザムライ（クラブのジュニアB）

2021年
- 五等分の花嫁（2021年 - 2024年、おばさん、風太郎の祖母） - 2シリーズ
- 無職転生 〜異世界行ったら本気だす〜（長女）
- オッドタクシー（キャスター、女性店員、ファン、大門母、女性 他）
- 不滅のあなたへ（2021年 - 2023年、島民、女）
- ジャヒー様はくじけない!（息子、子猫、森）
- takt op.Destiny（シュナイダー夫人）
- 月とライカと吸血姫（レフの母親）

2022年
- キングダム（女官、侍女）
- 薔薇王の葬列（店の女）
- ドラ馬チック脳内（女性、友人A、姉A）
- リコリス・リコイル（TVアナウンサー、伊藤、ナレーター、CA）
- カッコウの許嫁（おばあちゃん）
- ポプテピピック TVアニメーション作品第二シリーズ（アシスタント、牛、母親、 レンジャーA）
- Do It Yourself!! -どぅー・いっと・ゆあせるふ-（くれいの母、おばあちゃん、笹団子おばさん）

2023年
- ヴィンランド・サガ（子供）
- 転生王女と天才令嬢の魔法革命（少年）
- カワイスギクライシス（黒猫の元飼い主〈女〉）
- 彼女が公爵邸に行った理由（ケイティ・マクミラン、グレイス）
- アイドルマスター シンデレラガールズ U149（社員B）
- わたしの幸せな結婚（斎森家使用人）
- 幻日のヨハネ -SUNSHINE in the MIRROR-
- 名探偵コナン（女性）
- 夢見る男子は現実主義者（夏川母）
- ティアムーン帝国物語〜断頭台から始まる、姫の転生逆転ストーリー〜（ワグル、女主人）
- 豚のレバーは加熱しろ（2023年 - 2024年、マーサ）
- 薬屋のひとりごと（2023年 - 2025年、侍女、梨花妃の侍女、水晶宮侍女） - 2シリーズ

2024年
- 道産子ギャルはなまらめんこい（生徒）
- 終末トレインどこへいく?（住人、えのき）
- となりの妖怪さん（三上、アサヒナ、ハルの母親、中川美波子、ウタコ 他）
- THE NEW GATE（露天商）
- リンカイ!（編集者）
- 先輩はおとこのこ（おばさんたちA）
- 負けヒロインが多すぎる!（女子生徒）
- カミエラビ
- 鴨乃橋ロンの禁断推理（女）
- ネガポジアングラー（子供）

2025年
- いずれ最強の錬金術師?（奥様2、村人女性A、バラライ）
- 想星のアクエリオン Myth of Emotions（よーこ）
- メダリスト（金弓美峰）
- シャングリラ・フロンティア（ホテリエ）
- 中禅寺先生物怪講義録 先生が謎を解いてしまうから。（飯田佳美）
- Summer Pockets
- mono（怪異の声、そば打ちの先生）
- 光が死んだ夏（暮林理恵）
- ウィッチウォッチ（コーチ）

### 劇場アニメ
- 映画 オッドタクシー イン・ザ・ウッズ（2022年）
- 劇場版 PSYCHO-PASS サイコパス PROVIDENCE（2023年、キャスター）
- 機甲英雄 劇場版 我與我等於無限大（2023年、高地要塞機甲學院校長）
- SAND LAND（2023年、ゴースト）
- 劇場版 オーバーロード 聖王国編（2024年）
- ヴァージン・パンク Clockwork Girl（2025年、園児[15]）

### OVA
- ダンジョンに出会いを求めるのは間違っているだろうかII・III OVA（2020年 - 2021年、ダフネ・ラウロス） - 2シリーズ

### Webアニメ
- 機甲英雄 機鬥勇者 日本語版（2019年、蘿克莎努[16]）
- 攻殻機動隊 SAC_2045（2020年、タカシの叔母）
- コタローは1人暮らし（2022年、吉田さん）
- テルマエ・ロマエ ノヴァエ（2022年、お姉さん、子供）
- ULTRAMAN（2022年、科特隊員B）
- カッコウのいいかげん！（2022年、サキュバス、悪役令嬢）
- トミカヒーローズ ジョブレイバー 特装合体ロボ（2022年、AI音声）
- SAND LAND: THE SERIES（2024年、ゴースト）
- 限界OL霧切ギリ子（2025年、姫草ユリ[17]）

### ゲーム
2014年
- 妖怪百姫たん!（飛縁魔）

2016年
- 白猫プロジェクト（ハーブ）
- ドラゴンプロジェクト（ミア）

2017年
- 黒い砂漠（ベーカー、アイブン・デローズ 他）
- ソードアート・オンライン インテグラル・ファクター（主人公ボイス タイプ4）
- マインクラフト:ストーリーモード シーズン2（ネル 他）
- 魔女と百騎兵2

2018年
- グランマルシェの迷宮（ミッドナイト、ダーティ）
- シャドウ オブ ザ トゥームレイダー（クオリンカ）
- ソードアート・オンライン フェイタルバレット（主人公ボイス 他）
- CARAVAN STORIES（ヴァルロア村長）
- WAR OF BRAINS Re:Boot（次元修正 キングママ）
- フリージング・エクステンション（ウルリカ・リュングベリ）
- Summer Pockets（久島鷺）
- Marvel's Spider-Man（グロリア 他）

2019年
- Days Gone（クリスタル・アドキンス）
- ライアン・マークス リベンジミッション（ケイラ）
- コール オブ デューティ モダン・ウォーフェア（マラ）
- ダンジョンに出会いを求めるのは間違っているだろうか 〜メモリア・フレーゼ〜（ダフネ・ラウロス）

2020年
- 龍が如く7 光と闇の行方（双葉）
- クイズRPG 魔法使いと黒猫のウィズ（アテナVII / ネルヴァ）
- ラストピリオド -終わりなき螺旋の物語-（アレーティア）
- エコーズオブパンドラ（バズーカ、M41ブルドッグ、BT7、IS-1、MG42機関銃）
- Summer Pockets REFLECTION BLUE（久島鷺）
- 逆転オセロニア（クラナ）
- エコーズオブパンドラ

2022年
- ラディアンテイル（スピレア）
- ゴッド・オブ・ウォー ラグナロク（アストリッド、ヒルドル）

2023年
- ファイナルファンタジーXVI（エルイーズ）
- ダンジョンに出会いを求めるのは間違っているだろうか バトル・クロニクル（ダフネ・ラウロス）
- ラディアンテイル 〜ファンファーレ！〜（スピレア）

2024年
- 無期迷途（マチルダ）
- SAND LAND（ゴースト）
- コール オブ デューティ ブラックオプス 6（セヴァティ・デュマ）

### ドラマCD
- 「バンドやろうぜ!デュエル・ギグ!vol.2-Cure2tronEDITION-」オリジナルボイスドラマ（2017年）

### オーディオブック
- 謎解きはディナーのあとで（2017年[31]）

### デジタルコミック
- 後ろの四天王（2022年、バサーカ[32]）
- 愛想が尽きない（2023年、相沢、近所のおばちゃん）[33]
- 美女と野獣の死亡フラグが立っている悪役に転生したけど、魔法使いと恋に落ちそうです（2023年、村人）[34]
- 僕が死ぬだけの百物語（2023年、ユウマ）[35]
- 銀次と桃田（2023年、桃田美波）[36]

### 吹き替え

#### 映画
- アイアン・スカイ 第三帝国の逆襲（レナーテ・リヒター〈ユリア・ディーツェ〉[37]）
- iBOY
- アシュラ（スンミ）
- 新しいワタシの見つけ方（メグ、祖母）
- あなたを抱きしめる日まで（友人女、機内アナウンス 他）
- アリバイ・ドット・コム カンヌの不倫旅行がヒャッハー!な大騒動になった件（シンシア）
- アルテミスと妖精の身代金（スカイ・ウィロー〈サリー・メシャム〉）
- イカロス（ヴェロニカ）
- IT/イット THE END “それ”が見えたら、終わり。（パティ[38]）
- イフ・アイ・ステイ 愛が還る場所（テディ）
- イントゥ・ザ・スペース（クリスティ）
- ヴィジョン/暗闇の来訪者（ヘレナ）
- エスケープ・ルーム（アマンダ・ハーパー〈デボラ・アン・ウォール〉[39]）
- エルサレム（動画女性）
- オンリー・ザ・ブレイブ（ナタリー）
- 隠された時間（ソンミン〈幼少期〉）
- 帰ってきたヒトラー（クレマイヤー〈フランツィスカ・ウルフ〉[40]）
- カムバック!（ヘレン）
- キングのメッセージ（ビアンカ）
- クリミナル・ミッション（ジェニー）
- クリムゾン（マーリー）
- クレイジー・パーティー（トリーナ）
- 恋人まで1%（メガネの子）
- 子どもが教えてくれたこと（ジェゾン 他）
- 最高の人生のつくり方（ケイト）
- サウスポー（グロリア、タリア 他）
- ザ・マミー/呪われた砂漠の王女
- THE MOON（ユン・ムニョン〈キム・ヒエ〉[41]）
- ジェミニマン（ヘンリーの母[42]）
- シティーハンター THE MOVIE 史上最香のミッション（運転手女[43]）
- シャークネード5 ワールド・タイフーン（エレクトラ）
- シャークネード ラスト・チェーンソー 4DX（ノヴァ・クラーク〈カサンドラ・スケルボ〉）
- シャザム!〜神々の怒り〜（女リポーター[44]）
- 15時17分、パリ行き（アンソニー・サドラー〈幼少期〉）
- 新エイリアン 最終繁殖（クレア）
- スーパーティーチャー 熱血格闘（ウォン・ダッナン〈グラディス・リー〉[45]）
- スポットライト 世紀のスクープ（マットの妻 他）
- スモーク・アンド・ミラーズ 1000の顔を持つスパイ（グロリア）
- スモッシュ・ザ・ムービー（悪ガキ）
- スリープオーバー -夜の大冒険-（ジェイ）
- 聖杯たちの騎士（エリザベス〈ナタリー・ポートマン〉）
- セル（アリス）
- 孫悟空 vs 猪八戒（財児〈ダイアナ〉[46]）
- ゾンビ・サファリパーク（ヴァレリー）
- ゾンビランド:ダブルタップ（バビロンの女C[47]）
- ダークネス（ジョーンズ、レジの女性）
- ダーティ・グランパ（フィンチ）
- ダイバージェントFINAL（ニータ）
- TAXi ダイヤモンド・ミッション（サミア〈サブリナ・ウアザニ〉[48]）
- ダンボ（観覧車の女性）
- 超巨大ハリケーン カテゴリー5（エリー）
- ディープ・インパクト2016（サンドラ）
- Death Note/デスノート（米国キャスター1）
- トラジディ・ガールズ（マッケイラの母、メガネの子）
- トリプル・スレット（シャオシャン〈セリーナ・ジェイド〉[49]）
- ニューヨーク、愛を探して（ゲイル）
- ネイキッド
- ハートビート（ポップタート）
- バイオハザードV リトリビューション（女性覆面隊員）※テレビ朝日版
- バツイチは恋のはじまり（ルイーズ）
- ハッピーエンドが書けるまで（トリシア〈クリスティン・ベル〉）
- ハッピーシェフ! 恋するライバル（ジーナ[50]）
- パラサイト 半地下の家族（不動産業者[51]）※日本テレビ版
- 羊飼いと屠殺者（アン）
- ビューティフル・デイ（ジョーの母親）
- ファンタスティック4:ファースト・ステップ（レイチェル・ロズマン〈ナターシャ・リオン〉[52]）
- ブラックパンサー（リンダ）
- ブリムストーン（エリザベス）
- フレンチ・ラン（カレン・デイカー 他）
- ブロー・ザ・マン・ダウン-女たちの協定-（アレクシス〈ゲイル・ランキン〉）
- ヘラクレス〜帝国の侵略〜（メガラ）
- ヘレディタリー/継承（チャーリー・グラハム〈ミリー・シャピロ〉）
- ペンタゴン・ペーパーズ/最高機密文書（ジュディス・マーティン）
- ホーム・アゲイン（ゾーイ）
- ホーム・アローン5（ウェイトレス、警官女）
- ホーム・スイート・ヘル/キレたわたしの完全犯罪（アンドリュー）
- 僕のワンダフル・ライフ（ウェンディ）
- ボブ・マーリー:ONE LOVE（リタ・マーリー〈ラシャーナ・リンチ〉[53]）
- マガディーラ 勇者転生（レシュマ[54]）
- マキシマム・クラッシュ（クリスタル）
- マリグナント 狂暴な悪夢（ベラスケス〈パトリシア・ベラスケス〉[55]）
- ミッドウェイ（サラ[56]）
- ミッドナイト・サン タイヨウのうた（モーガン）
- ムトゥ 踊るマハラジャ（ラティ・デーヴィ[57]）
- モンスターハンター（リア〈ナンダ・コスタ〉[58]）
- 黄泉がえる復讐（スヒョン）
- ライズ・オブ・ザ・レジェンド〜炎虎乱舞〜（フオ〈幼少期〉）
- ラスト・プリンセス 大韓帝国最後の皇女（キム・ジャンハン〈幼少期〉）
- レザーフェイス-悪魔のいけにえ（クラリス）
- レジェンド 狂気の美学（バイオレット 他）
- レッド・ダイヤモンド（アプサラ）
- ロニートとエスティ 彼女たちの選択
- ワイルドクラッシュ（イーグル）
- 私は世界一幸運よ（ネル〈ジャスティン・ルーペ〉）
- 藁にもすがる獣たち（ミラン〈シン・ヒョンビン〉[59]）

#### ドラマ
- 愛の不時着（ヘジ〈ファン・ウスレ〉[60]）
- アレックス・ライダー（ジャック）
- ARROW/アロー シーズン5（ポラード）
- いつだってベストフレンド #13「ダブルでデート」（カレン）
- ウィッチャー（フリンギラ）
- ウエストワールド シーズン2（メイリング）
- ウェントワース女子刑務所 シーズン5（ハッチンス、シェン、スパイク 他）
- エクソシスト 孤島の悪魔 シーズン2（シンディ）
- エメラルドシティ（ジェーン）
- Lの世界 ジェネレーションQ（サラ・フィンリー〈ジャクリーン・トボーニ〉）
- エレメンタリー ホームズ&ワトソン in NY（ウェイトレス、レキシー）
- Empire 成功の代償（ジャマル少年）
- ガールボス（レベッカ、ルー）
- KIZU -傷-（アンジー）
- クイーン・オブ・ザ・サウス 〜女王への階段〜 シーズン2（リル）
- クワンティコ/FBIアカデミーの真実 シーズン2（カーリー）
- クレイジー・エックス・ガールフレンド 6話（テッサ）
- GLOW: ゴージャス・レディ・オブ・レスリング（ジェニー）
- ゴッドレス -神の消えた町-（キャリー・ダン）
- このサイテーな世界の終わり（ユニス）
- ザ・クラウン（カミラ・シャンド〈エメラルド・フェネル〉）
- THE PATH/ザ・パス（シェルビー、クロエ 他）
- サンズ・オブ・アナーキー シーズン2 第2話（女1）
- ジェーン・ザ・ヴァージン（パウリナ）
- JUSTIFIED 俺の正義シリーズ3（リンジー、トリクシー 他）
- 13の理由（シェリ、ブラッドリー先生）
- スーパーナチュラル（キム、トリッシュ、ジョーディ）
- スクリーム・クイーンズ（シャネル3番）
- スタートレック:ディスカバリー シーズン2（ナーン中佐）
- ストレイン 沈黙のエクリプス（アン・マリー、ダイアン、リー・トーマス、ポーリン、グプタ夫人 他）
- セックス/ライフ シーズン2
- ゼルダ〜すべての始まり〜（ティルデ）
- 孫悟空の武勇伝（ルシオ）
- タイムレス #13（クレア）
- チェルノブイリ（リュドミラ・イグナテンコ〈ジェシー・バックリー〉）
- ティーン・スパイ K.C.
  - #11 （イリヤナ）
  - 特別エピソード（ペネロピ）
  - #30 （ペネロピ）
  - #31 （グティエレーズ先生）
  - #44 （ベイカー検事、ジャニス）
  - #45 （ジャッキー）
- デイ・アフターZ シーズン2（ナースチャ）
- ドクター・フー シーズン8、9（コートニー 他）
- トレッドストーン（パク・ソヨン〈ハン・ヒョジュ〉[61]）
- ナイト・マネジャー（キャロライン）
- PERSON of INTEREST 犯罪予知ユニット シーズン4（#7 ローンズ、セバスチャン）
- ハップとレナード〜危険な2人〜 シーズン2 第5話（ジュディ）
- POWER/パワー ブックII:ゴースト（ミルグラム、エフィー）[62]
- ハンドメイズ・テイル/侍女の物語
- ビリオンズ シーズン3（ボニー、リンチ、ローレン）
- フーディーニ&ドイルの怪事件ファイル 〜謎解きの作法〜 #1（ルーシー）
- フォーリング・ウォーター（ビジー）
- THE BRIDGE/ブリッジ（ニコール、エマ）
- PENNYWORTH/ペニーワース（アンディーン・スウェイト）
- ベルリン ER（エミナ）
- Why Women Kill 〜ファビュラスな女たち〜（ジェイド）
- マニアック（アデレード）
- ミストレス 〜溺れる女たち〜2（サマンサ、ヴァネッサ 他）
- めちゃくちゃ恋するハンターズ（ヨランダ）
- やってないってば!
  - #33「名探偵ローガン」（マーガレット）
  - #38 「ハロウィーンの夜に」（ミズ・デビー）
- ラッシュアワー #6 （調理の達人 エリサ）
- ラブ・イズ・ブラインド 〜外見なんて関係ない?!〜（マロリー）
- ルーク・ケイジ シーズン2（ティルダ）
- Law & Order: UK シーズン5 #8（ナミータ、ジャック）
- ロシアン・ドール: 謎のタイムループ（マキシン）
- ロック・アップ/スペイン 女子刑務所（アナベル、ストーン）

#### テレビ番組
- アンダーカバー・ボス 社長潜入調査5
- スポーツという名の宗教（アレクシス・ブルーマー、リニー・ノケス）
- ハイ・ライフ パート2（サビーネ）
- プロジェクト・ランウェイ14 （ケリー・デンプシー〈本人役〉）

#### アニメ
- 悪魔城ドラキュラ -キャッスルヴァニア-（グレタ）
- 悪魔バスター★スター・バタフライ
- アダムス・ファミリー（デニス[63]）
- カルメン・サンディエゴ（ブッカー、チーフ、ペーパースター）
- くまのアーネストおじさんとセレスティーヌ（マンダリーヌ、オーギュスタン）
- シーラとプリンセス戦士
- スター・ウォーズ: バッド・バッチ
- スター・ウォーズ レジスタンス（アント・ズィー）
- ストレッチ・アームストロング&フレックス・ファイターズ（クイックチャージ）
- せかいは ふしぎで できている!（ロージーママ）
- DC がんばれ!スーパーペット（グリーン・ランタン[64]）
- デッド・エンド: ようこそ! オカルト遊園地へ（バルボラ）
- ハイ・ホー7D #27（老婆、おこりんぼの母）
- 万聖街
- ファイナル・スペース（クイン、ナイトフォール）
- ペット2（感嘆猫[65]）
- ボージャック・ホースマン シーズン5（セイディ）
- マイロ・マーフィーの法則
- モンスターズ・ワーク（カーラ・ベニテス）
- 弱虫スクービーの大冒険
- LEGO スター・ウォーズ/サマー・バケーション（ヴァレリア）
- LEGO スター・ウォーズ/フリーメーカーの冒険（ヴァレリア）

### ナレーション
- BSフジ「彼と彼女のヒミツ」ナレーション

### CM
- クレヨンしんちゃん 爆睡!ユメミーワールド大突撃（OL）

### 舞台
- 劇団T-Riot「ビター・スウィート・ウォンテッド」坂井祐子役
- 劇団T-Riot「リベンジ・ケージ・ノスタルジー」鶴岡遥姫役
- 声珈琲「Voice Cafe vol.2」
  - 「エージェント」コブラ役
  - 「眠れない姫物語」王妃役
  - 「雨トンネル」しずく役
- 劇団T-Riot「アジャスターケース」筧英里子役

### その他コンテンツ
- ゴルゴ13×外務省 安全対策マニュアル（2018年 - 2022年、受付嬢、女性事務員、機内アナウンス、研究員 / ジュリー[66]）

### シリーズ一覧
1. ↑  第1シーズン（2018年）、第2シーズン（2019年）
2. ↑  第1期（2018年）、第2期『リベンジ』（2021年）
3. ↑  第1クール（2019年）、第2クール（2019年）
4. ↑  第2期『II』（2019年）、第4期『IV 新章 迷宮篇』（2022年）、第4期『IV 深章 厄災篇』（2023年）、第5期『V 豊穣の女神篇』（2024年 - 2025年）
5. ↑  第2期『∬』（2021年）、テレビスペシャル『＊』（2024年）
6. ↑  第1期（2023年 - 2024年）、第2期（2025年）

### 初出話一覧
1. 1 2  第29話初出
2. 1 2 3 4 5 6  第4話初出
3. ↑  第14話初出
4. 1 2 3  第6話初出
5. 1 2 3  第2話初出
6. 1 2 3  第8話初出
7. ↑  第9話初出
8. 1 2  第11話初出
9. 1 2  第12話初出
10. 1 2  第7話初出
11. ↑  第13話初出
12. ↑  第18話初出
13. 1 2  第10話初出
14. ↑  第46話初出
15. ↑  第1話初出
16. ↑  第20話初出